# Moja babica
»Oma, so lieb« je original nemška šlager skladba, izvaja jo Heintje in je pri založbi Telstar izšla leta 1967. Glasbo je napisal Nizozemec Addy Kleyngeld, besedilo pa Nemec Hans Hee. Producent pa je Fred van Dam.

## Franjo Bobinac
»Moja babica« je šlager skladba Franja Bobinca iz leta 1973. Gre za priredbo, posemplano melodijo nemške šlager skladbe »Oma, so lieb«. Slovensko besedilo je napisala Elza Budau.
Zanimivo je to da Bobinac, ki je danes bolj znan kot poslovnež in direktor Gorenja zelo nerad govori o tej skladbi, oziroma noče da se ga kakorkoli povezuje z njo.

### Snemanje
Producent je bil Mario Rijavec. Skladba je bila izdana na extended play albumu Mama, zlata mama na mali vinilni plošči pri založbi PGP RTB.

### Produkcija
- Addy Kleyngeld – glasba
- Hans Hee – besedilo (original, nemško)
- Elza Budau – besedilo (slovensko)
- Mario Rijavec – aranžma, producent

### Studijska izvedba
- Franjo Bobinac – vokal